# يو إس إس نوبل
يو إس إس نوبل (APA-218) (بالإنجليزية: USS Noble) كانت سفينة إنزال هجومية من فئة هاسكل خدمت في بحرية الولايات المتحدة خلال الحرب العالمية الثانية، والحرب الكورية، وحرب فيتنام. سُمّيت السفينة تيمنًا بمقاطعات "نوبل" في كل من ولايات إنديانا، أوهايو، وأوكلاهوما.

## الخدمة العسكرية

### الحرب العالمية الثانية
بعد تكليفها في أواخر عام 1944، شاركت نوبل في عمليات نقل وإنزال قوات في المحيط الهادئ، خاصة في الفترة الأخيرة من الحرب. أسهمت في عمليات النقل بين قواعد الحلفاء المختلفة، وساعدت في إعادة الجنود إلى الوطن بعد انتهاء الحرب ضمن عملية "ماجيك كاربت".

### الحرب الكورية
في أوائل خمسينيات القرن العشرين، أُعيد تنشيط السفينة للمشاركة في الحرب الكورية. قامت بإنزال القوات الأمريكية في عدة مواقع، منها عملية إنشون الشهيرة، ولعبت دورًا مهمًا في دعم عمليات النقل واللوجستيات.

### حرب فيتنام ونقل الملكية
في منتصف الستينيات، شاركت نوبل لفترة وجيزة في دعم العمليات الأمريكية في فيتنام. وفي عام 1964، نُقلت إلى البحرية الإسبانية بموجب اتفاقية المساعدة الدفاعية المتبادلة، حيث خدمت تحت اسم أراغون (L-22) حتى عام 1982.

## نهاية الخدمة
خرجت السفينة من الخدمة الإسبانية عام 1982، وتم تفكيكها وبيعها كخردة لاحقًا.